# Saint-Martin-lez-Tatinghem
Saint-Martin-lez-Tatinghem es una comuna nueva francesa situada en el departamento de Paso de Calais, en la región de Alta Francia.

## Historia
Fue creada el 1 de enero de 2016, en aplicación de una resolución del prefecto de Paso de Calais de 23 de diciembre de 2015 con la unión de las comunas de Saint-Martin-au-Laërt y Tatinghem, pasando a estar el ayuntamiento en la antigua comuna de Saint-Martin-au-Laërt.

## Demografía
| Gráfica de evolución demográfica de Saint-Martin-lez-Tatinghem entre 1800 y 2021 |
|                                                                                  |

Los datos entre 1800 y 2013 son el resultado de sumar los parciales de las dos comunas que forman la nueva comuna de Saint-Martin-lez-Tatinghem, cuyos datos se han cogido de 1800 a 1999, para las comunas de Saint-Martin-au-Laërt y Tatinghem de la página francesa EHESS/Cassini. Los demás datos se han cogido de la página del INSEE.

## Composición
| Comuna delegada       | Código INSEE | Población (2013) | Superficie (km²) | Densidad (hab./km²) |
| --------------------- | ------------ | ---------------- | ---------------- | ------------------- |
| Saint-Martin-au-Laërt | 62757        | 3903             | 4.94             | 790                 |
| Tatinghem             | 62807        | 1803             | 5.60             | 322                 |